# 금동관음보살좌상
금동관음보살좌상(金銅觀音菩薩坐像)은 부산광역시 남구 부산광역시립박물관에 있는 고려시대의 불상이다. 2015년 7월 15일 부산광역시의 유형문화재 제157호로 지정되었다.

## 개요
금동관음보살좌상은 신체에 비해 머리는 큰 편이며, 어깨와 무릎은 넓어 비교적 안정적인 신체비례를 가지고 있으며, 方形의 얼굴에 양측으로 치켜 올린 눈, 뾰족하고 날렵한 코, 작고 얇은 입술 모양으로 이국적인 느낌을 준다. 이 작품은 고려 후기부터 조선 전기까지 유행한 불상 특징을 보이고 있으며, 특히 원반형 귀걸이, 臺座 표현, 이국적인 얼굴 모습 등은 元나라 때의 불상 특징과 관련된 새로운 요소이다. 특히 손에 든 정병은 1476년에 제작된 강진 무위사 목조관음보살좌상과 유사한데, 고려 후기 보살상 가운데는 매우 드문 사례이다. 금동관음보살좌상은 안정적인 신체비례에 화려한 영락장식이 돋보이는 보살상으로 이국적인 얼굴표현과 귀걸이, 대좌 등 원나라의 영향을 받은 것으로 보이는 고려 후기 작품이다. 특히 정병 형태는 무위사 목조관음보살상 정병보다 선행하는 것으로 주목되는 등 고려 후기 불상 양식 연구에 좋은 자료일 뿐 만 아니라 역사적, 예술적인 가치도 높은 작품이다.

## 참고 문헌
- 금동관음보살좌상 - 국가유산청 국가유산포털